# Střítež (okres Pelhřimov)
Obec Střítež (německy Stritesch) se nachází v okrese Pelhřimov v Kraji Vysočina. Žije zde 104 obyvatel.

## Historie
První písemná zmínka o obci pochází z roku 1386.
V letech 2006–2010 působil jako starosta Miloslav Jírů, od roku 2010 tuto funkci zastává Stanislava Houčková.

## Pamětihodnosti
- Boží muka

## Části obce
- Střítež
- Bor
- Krumvald

## Galerie

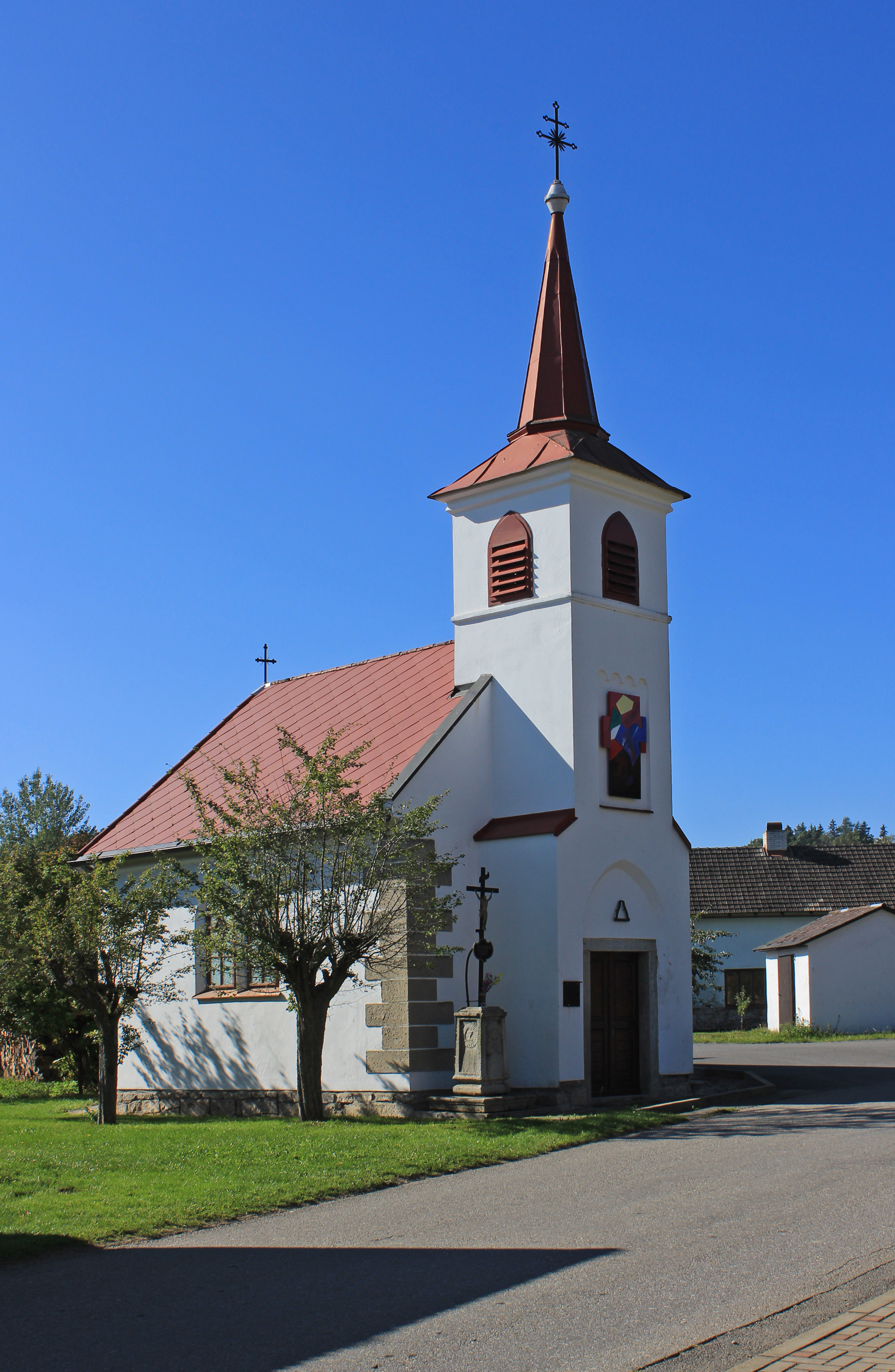
Kaple Nejsvětější Trojice
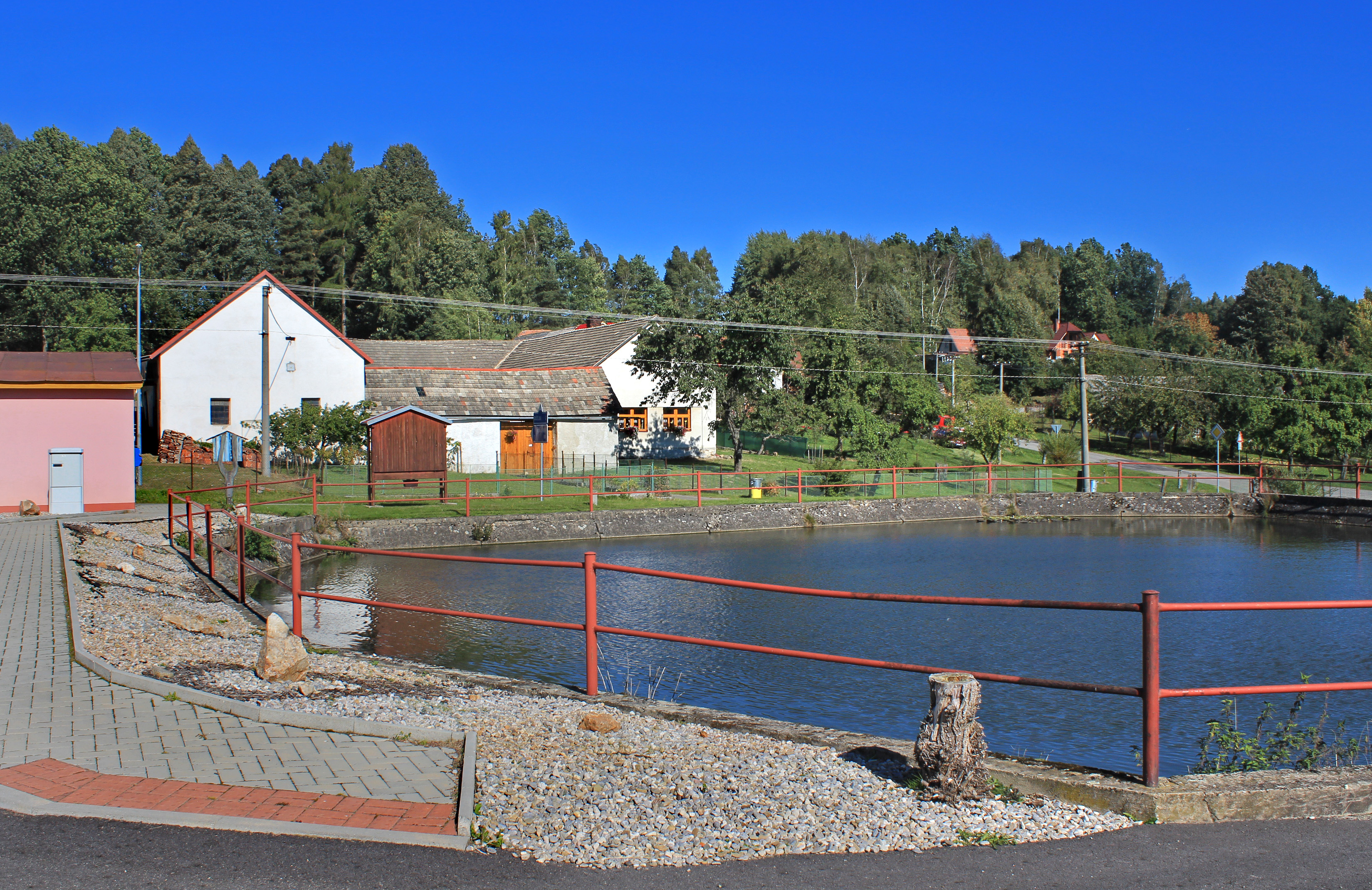
Rybník na návsi
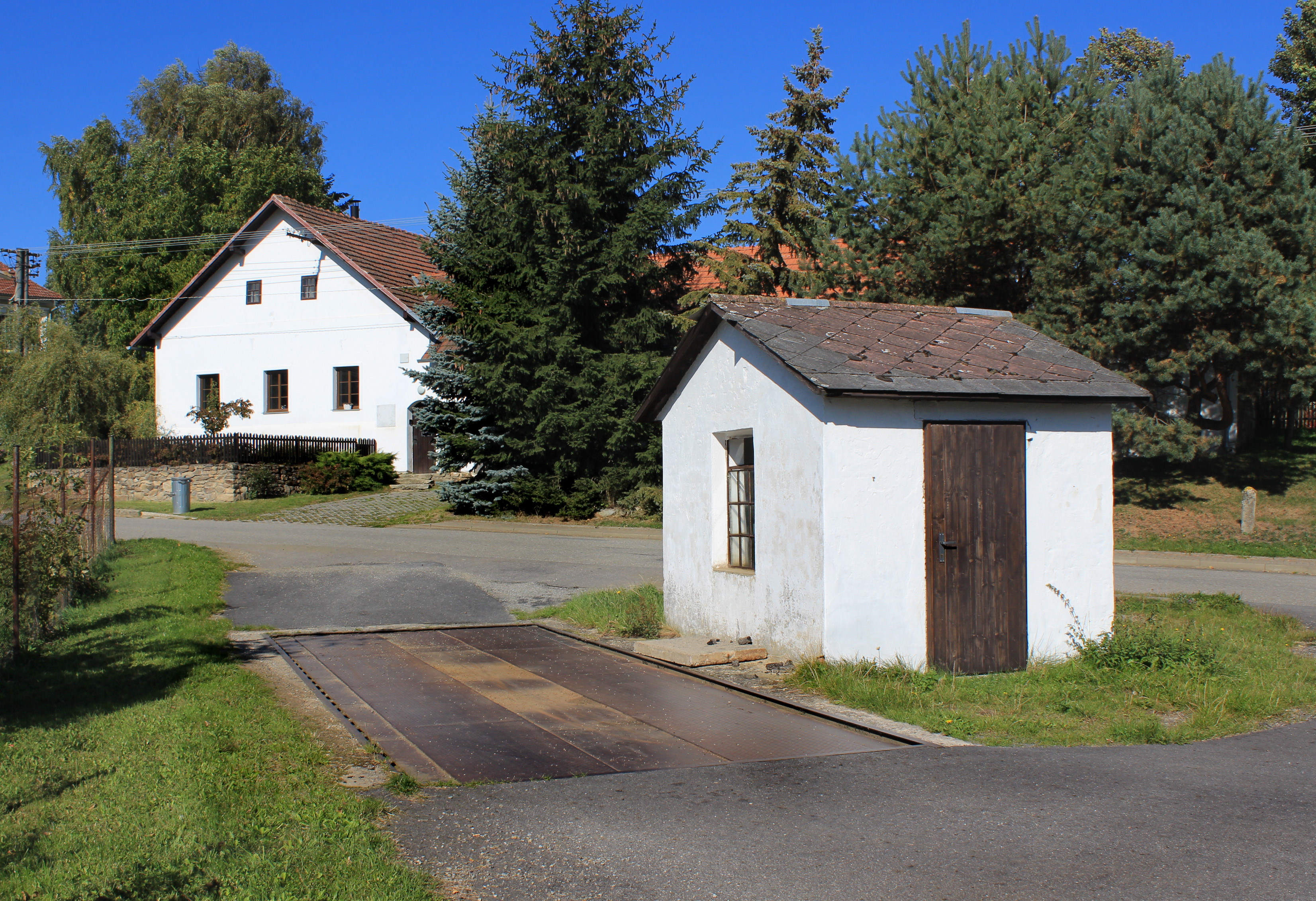
Bývalá váha a dům čp. 1
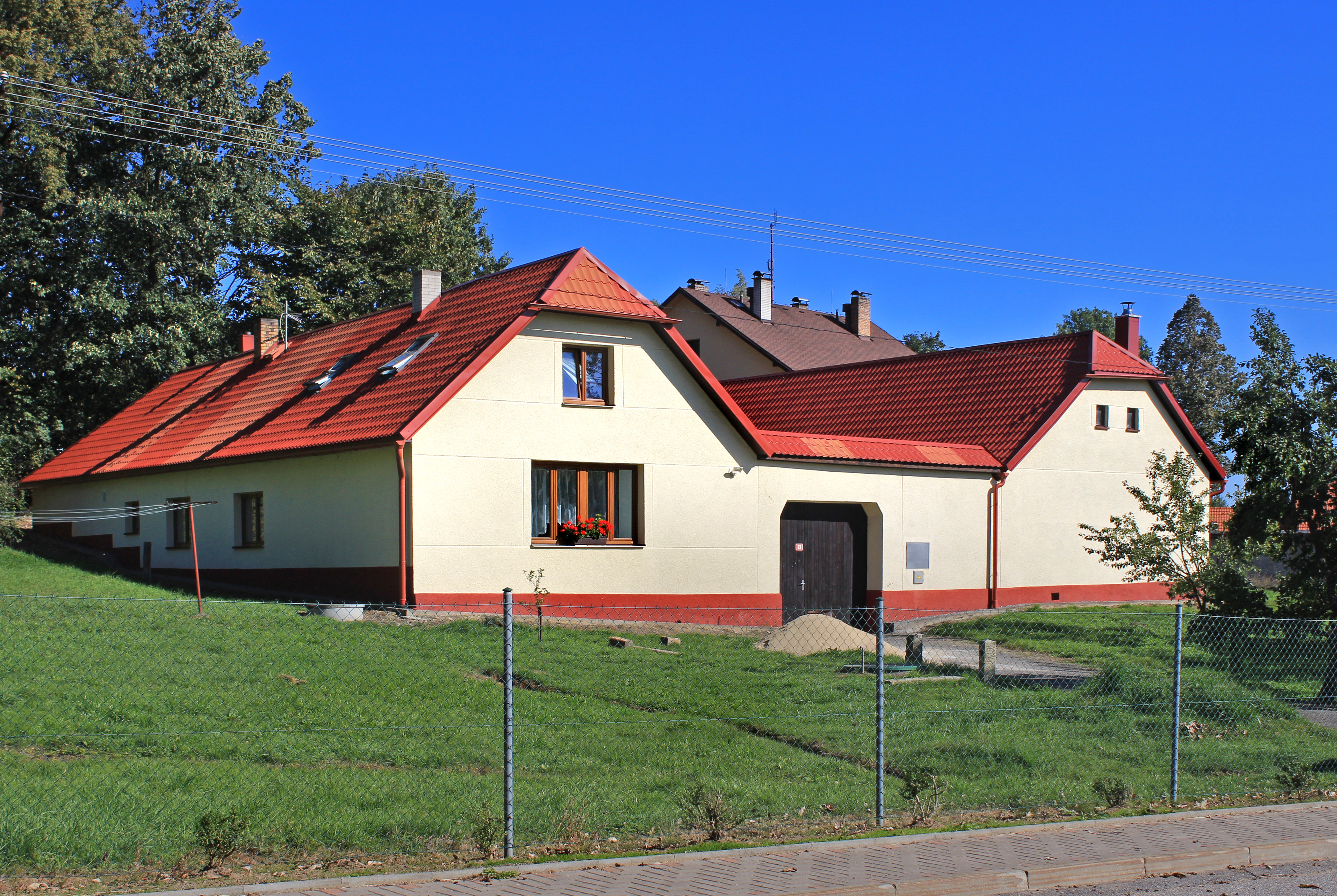
Opravený statek